# Xã Buchanan, Michigan
Xã Buchanan (tiếng Anh: Buchanan Township) là một xã thuộc quận Berrien, tiểu bang Michigan, Hoa Kỳ. Năm 2010, dân số của xã này là 3.523 người.